# Rene Pösendorfer
Rene Pösendorfer (* 2. November 1989 in Bruck/Mur) ist ein österreichischer Fußballspieler.

## Karriere
Der Torhüter begann seine fußballerische Laufbahn in den Nachwuchsmannschaften des SV Breitenau aus Breitenau am Hochlantsch. Aufgrund seines Talents wurde Pösendorfer im Sommer 2004 bereits als 14-Jähriger vom DSV Leoben verpflichtet, wo er ebenfalls im Nachwuchsbereich zum Einsatz kam. 
Im November 2005 saß Pösendorfer erstmals in einem Ligaspiel als zweiter Torhüter auf der Ersatzbank der Profis und war auch über den Großteil der ersten Saisonhälfte 2006/07 uneingesetzter zweiter Torhüter. Im Sommer 2007 wurde Pösendorfer gänzlich in den Profikader übernommen und gab am 23. Oktober 2007 gegen die Amateure von Austria Wien (1:2) sein Debüt in einem Meisterschaftsspiel. Seinen ersten Karrierehöhepunkt hatte Pösendorfer am 13. September 2008 im ÖFB-Cup gegen den SK Rapid Wien. Dank seiner guten Leistung musste der österreichische Rekordmeister in die Verlängerung. Letztlich konnte er aber die 1:4-Niederlage nicht verhindern.
Im Sommer 2010 wurde er vom GAK verpflichtet. Nach dessen Konkurs 2012 war er beim SC Austria Lustenau unter Vertrag. Von Sommer 2013 bis 2016 spielte er für den weststeirischen Verein FC Lankowitz. Im Sommer 2016 schloss er sich dem FC Bad Radkersburg an. Seit der Winterpause 2017/18 spielt er für den SV Feldbach und wechselte in der Winterpause 2021/22 zum TUS Paldau. Von diesem ging es im Sommer 2022 weiter zum SV Union Sturm Klöch, bei dem er aktuell (Stand: Juni 2025) noch immer aktiv ist.
Pösendorfer, der seit April 2010 im Besitz der ÖFB-D-Trainerlizenz ist, fungierte bereits kurzzeitig als Co-Trainer im Nachwuchsbereich des Grazer AK und war ebenso kurzzeitig Torwarttrainer im Nachwuchs des FC Bad Radkersburg.